# Sombre
Sombre anche Sombres e Basses-Sombres è una frazione del comune francese di Wissant, nel dipartimento di Passo di Calais, regione del Nord-Passo di Calais.

## Storia
Nel settimo secolo vi fu fondato un piccolo monastero (in Sombris prope Witsantum), devastato successivamente dai Normanni nell'842. Il villaggio fu sede parrocchiale con il nome di Sombre; in seguito divenne Basses-Sombres, quando fu istituito il villaggio di Hautes-Sombres o di Audessombres nel Massiccio Centrale, oggi in rovina. La titolarità della parrocchia fu poi ceduta all'abbazia di Saint-Josse-sur-mer.
La chiesa di Nostra Signora di Sombres, oggi scomparsa, era situata nel campo che è ancora oggi usato come cimitero dalla parrocchia di Wissant. L'edificio sacro era composto da due navate. L'attuale chiesa di San Nicola di Wissant, o del borgo, non era che una cappella dipendente dall'antica chiesa di Sombres.
Sombre è citata nel resoconto dell'itinerario di Sigerico di Canterbury che, intorno al 990, si recò a Roma per ricevere dalle mani del Pontefice Giovanni XV il pallio; tale percorso nei secoli successivi sarebbe stato chiamato Via Francigena. La località rappresentava la LIII e ultima tappa (submansio) prima dell'attraversamento del Canale della Manica ed era definita dall'Arcivescovo di Canterbury Sumeran. Il nome della località precedente nell'itinerario, la LXXIX submansio, è sconosciuto.